# Nadia Antar
Nadia Antar Yassin Ahmed (3 de marzo de 1990) es una deportista egipcia que compite en lucha libre. Ganó una medalla de bronce en los Juegos Panafricanos de 2015. Ha ganado siete medallas en el Campeonato Africano entre 2010 y 2016. Obtuvo una medalla de plata en los Juegos Mediterráneos de 2013.

## Palmarés internacional
| Juegos Panafricanos  | Juegos Panafricanos               | Juegos Panafricanos | Juegos Panafricanos |
| Año                  | Lugar                             | Medalla             | Categoría           |
| -------------------- | --------------------------------- | ------------------- | ------------------- |
| 2015                 | Brazzaville (República del Congo) | Medalla de bronce   | 75 kg               |
| Campeonato Africano  |                                   |                     |                     |
| Año                  | Lugar                             | Medalla             | Categoría           |
| 2010                 | El Cairo (Egipto)                 | Medalla de oro      | 63 kg               |
| 2011                 | Dakar (Senegal)                   | Medalla de oro      | 67 kg               |
| 2012                 | Marrakech (Marruecos)             | Medalla de bronce   | 67 kg               |
| 2013                 | Yamena (Chad)                     | Medalla de plata    | 72 kg               |
| 2014                 | Túnez (Túnez)                     | Medalla de bronce   | 75 kg               |
| 2015                 | Alejandría (Egipto)               | Medalla de bronce   | 75 kg               |
| 2016                 | Alejandría (Egipto)               | Medalla de bronce   | 69 kg               |
| Juegos Mediterráneos |                                   |                     |                     |
| Año                  | Lugar                             | Medalla             | Categoría           |
| 2013                 | Mersin (Turquía)                  | Medalla de plata    | 72 kg               |